# Station Biskupice Oławskie
Station Biskupice Oławskie is een spoorwegstation in de Poolse plaats Biskupice Oławskie.